# 孫燕姿
孫 燕姿（スン・イェンツー、英語名 : Stefanie Sun、1978年7月23日 - ）は、シンガポール出身の女性歌手。中華民国（台湾）を活動拠点としているが、2002年と2003年には、シンガポールの建国記念日（National Day Parade）のテーマソング（2002年「一起走到」、2003年「全心全意」）を歌い、2007年には東南アジア諸国連合（ASEAN）結成40周年記念歌「Rise」を歌うなど、出身地であるシンガポールとのつながりは強い。その他中国大陸・香港・東南アジアなど幅広く活動しており、中国語圏を代表する歌手の1人である。シンガポール南洋理工大学卒業。祖籍は潮州市。
金曲奨の2000年最優秀新人賞、2005年最優秀国語女性歌手賞を授与された。

## 略歴
2000年6月にアルバム『孫燕姿』でデビュー。同盤はシンガポール・ヒット・アワードとMTV台湾の最優秀新人賞を受賞し注目を集める。
2003年に倉木麻衣とコラボレートしており、1月にリリースされたアルバム『未完成』には燕姿が作詞した「My Story, Your Song」のデュエットが収録され、7月には倉木麻衣のアルバム『If I Believe』に、倉木が作詞した「Tonight, I feel close to you」のデュエットが収録された。「Tonight, I 〜」は8月に出された燕姿のベストアルバム『The Moment』にも収録されている。
2003年7月から1年間音楽活動を休止すると発表し、2004年10月にアルバム『Stefanie』で活動を再開。
2006年9月にワーナー･ミュージックからEMIグループのキャピトル・レコードに移籍、翌年3月アルバム『逆光』をリリース。
2008年には北京オリンピック関連のアルバムに参加しており、キャンペーンソング「北京歓迎你」のリレー合唱と、王力宏、張靚穎、汪峰らと「点燃激情 伝逓夢想」を合唱。
2009年、世界ツアー「The Answer Is... 孫燕姿2009世界巡回演唱会」を発表。5月の台北アリーナを皮切りに翌年12月のラスベガスまで各地で9公演を行なった。また、この年には映画『花木蘭』の主題歌「木蘭情」を歌っている。
2011年1月、美妙音楽と契約。同年3月、4年ぶりとなるアルバム『是時候』をリリース。この年の4月に、一般男性と結婚した。
2013年9月、ユニバーサル・ミュージックとの契約を発表。2014年2月にアルバム『克卜勒』をリリース。

## ディスコグラフィー

### オリジナルアルバム
1. 孫燕姿（2000年6月8日）
2. 我要的幸福（中国語版）（2000年12月9日）
3. 風箏（中国語版）（2001年7月9日）
4. Start自選集（中国語版）（2002年2月1日）
5. Leave（中国語版）（2002年5月21日）
6. 未完成（2003年1月10日）
7. The Moment（2003年8月22日）
8. Stefanie（中国語版）（2004年10月29日）
9. 完美的一天（2005年10月7日）
10. 逆光（2007年3月22日）
11. 是時候（2011年3月8日）
12. 克卜勒（中国語版）（2014年2月27日）
13. 跳舞的梵谷（2017年11月9日）

### ベストアルバム
1. The Moment（中国語版）（2003年8月22日）
2. My story, Your song 經典全記録（2006年9月22日)

### ライブアルバム
1. 2000台北萬人演唱會（中国語版） （2001年4月19日）
2. Start世界巡迴演唱會（中国語版） （2002年9月20日）

### シングル
1. RADIO （2015年2月27日）

## その他
- 孫燕姿のアルバムは日本版が発売されていないため、公式の日本語表記名は定まっていない。日本で使用される名前は孫燕姿、スン・イェンツ、ステファニー・スン、ステフ・スンなど複数が存在する。倉木麻衣のアルバム『If I Believe』『Wish You The Best』には「孫燕姿」としてクレジットされている。
- 2023年、人工知能技術でデジタルクローン（英語版）となったAIステファニー・スンによる楽曲が多数配信された[2]。